# Melanophila consputa
Melanophila consputa es una especie de escarabajo joya del género Melanophila, orden Coleoptera. Fue descrita por LeConte en 1857.
La especie se mantiene activa entre los meses de febrero y diciembre, especialmente en julio, agosto y noviembre y su actividad es prácticamente nula en el mes de enero.

## Distribución
Se distribuye por Estados Unidos de América.